# Milan Amruš
Milan Emil Amruš (Amrus Milán, Bród, 1848. október 1. – Zágráb, 1919. május 26.) horvát orvos, jogász és politikus, Zágráb polgármestere 1890 és 1892, majd 1904 és 1910 között.

## Élete
Középiskolai tanulmányait Vinkovcében és Zágrábban végezte, majd Bécsben orvosi oklevelet szerzett. Katonaorvos lett, 1872-től a bécsi és a zágrábi katonai kórházakban dolgozott. Bosznia annektálása után Szarajevóba költözött, majd 1882-ben visszatért Horvátországba. Zágrábban telepedett le, ahol orvosként praktizált, emellett a közéletbe is bekapcsolódott. Mivel akkor a politizálás egyik feltétele volt a jogi diploma, úgy határozott, hogy jogot tanul. Bécsben és Zágrábban tanult, végül Zágrábban végezte el a jogot 1890-ben. 1889-től 1903-ig a horvát országgyűlés tagja volt. 
1890-ben Zágráb polgármesterévé választották. Felvette a kapcsolatot Nikola Teslával, hogy a feltaláló működjön közre a horvát főváros villanyvilágításának létrehozásánál, de nem járt sikerrel. Első polgármesteri ciklusában épült a zágrábi főpályaudvar. 1892-ben, Ferenc József koronázásának 25. évfordulóján Budapesten ünnepséget tartottak, de a zágrábi képviselőtestület nem volt hajlandó részt venni rajta, így a kormány feloszlatta azt. Amruš támogatta Zágráb és a többi horvát város távolmaradását az ünnepségtől, így lemondott a polgármesteri tisztségről. 
1904-ben újra megválasztották Zágráb polgármesterévé, a posztot ezúttal 1910. januárjáig töltötte be. Ekkor a horvát kormány vallás- és közoktatásügyi osztályfőnökévé nevezték ki. 1910 áprilisában a horvát országgyűlés képviselőjévé választották, és egyike lett a három képviselőnek, akiket a szábor a magyar főrendiházba delegált. Itt a naplóbíráló, valamint a közgazdasági és közlekedésügyi bizottság tagja lett. 1911-ben Tomassich Miklós horvát bán egyik helyettesévé nevezte ki, a vallási és oktatási kérdésekért lett felelős. Nagy szerepe volt abban, hogy 1918-ban létrejött a zágrábi egyetem műszaki fakultása. 1919-ben Zágráb díszpolgára lett. Amrušnak nem volt családja, környezete zárkózottnak ismerte. Mikor 70 évesen meghalt, végrendeletében mindenét a városra hagyta. Adományából árvaházat hoztak létre, amelyet róla neveztek el.

## Fordítás
- Ez a szócikk részben vagy egészben  a   Milan Amruš című angol Wikipédia-szócikk fordításán alapul.  Az eredeti cikk szerkesztőit annak laptörténete sorolja fel. Ez a jelzés csupán a megfogalmazás eredetét és a szerzői jogokat jelzi, nem szolgál a cikkben szereplő információk forrásmegjelöléseként.